# Théorie féministe autochtone du droit
La théorie féministe autochtone du droit (en anglais Indigenous Feminist Legal Theory, IFLT) désigne les pensées féministes au sein des traditions juridiques autochtones. Cette approche de théorie féministe du droit met en lumière les dynamiques sociales et politiques qui sous-tendent la condition féminine au sein des systèmes de droit des sociétés autochtones. Ce courant analyse ainsi les rôles de genre dans le droit de manière intersectionnelle, en s'opposant aux essentialismes concernant le genre, le sexe et la sexualité, y compris ceux reposant sur des visions rigides ou romantiques de la tradition. La théorie féministe autochtone du droit est un courant principalement actif en Amérique du Nord.